# Редіул-де-Жос
Редіул-де-Жос (рум. Rediul de Jos) — село у Фалештському районі Молдови. Входить до складу комуни, адміністративним центром якої є село Албінецул-Векі.

## Населення
За даними перепису населення 2004 року у селі проживала 271 особа.
Національний склад населення села:
| Національність | Кількість осіб | Відсоток |
| -------------- | -------------- | -------- |
| молдавани      | 267            | 98,5%    |
| росіяни        | 3              | 1,1%     |
| українці       | 1              | 0,4%     |
| Всього         | 271            | 100%     |